# Rubia agostinhoi
Rubia agostinhoi är en måreväxtart som beskrevs av Dans. och Antonio Rodrigo Pinto da Silva. Rubia agostinhoi ingår i släktet krappar, och familjen måreväxter. Inga underarter finns listade i Catalogue of Life.